# Teatrul de luptă din Orientul Mijlociu (Al Doilea Război Mondial)
Teatrul de luptă din Orientul Mijlociu definește a parte a zonei de responsabilitate a Comandamentul Orientului Mijlociu (Middle East Command), care controla forțele Aliaților din Orientul Mijlociu, Africa de nord, și răsăriteană și Asia de sud-vest. Din 1943, cea mai mare parte a forțelor din zonă au fost implicate în luptele din teatrul de luptă din Mediterana.
Regiunea a fost relativ liniștită în primele luni de război, până în momentul în care Italia Fascistă a declarat război Franței și Regatului Unit pe 10 iunie 1940.  Luptele au continuat cu putere până când forțele Commonwealthului au atacat Tunisia, traversând frontiera libiană. În februarie 1943, responsabilitatea Comandamentului Orientului Mijlociu a trecut în sarcina Comandamentului Unit Aliat pentru Medierana. Din acel moment, luptele de pe frontul din Orientul Mijlociu au încetat pentru restul războiului.

## Cadru general
Aliații au considerat că Orientul Mijlociu (Asia de sud-vest) ar fi putut deveni un teatru de război de primă importanță, temându-se de o invazie germană în regiune. Germanii nu au atacat însă aici. Au avut loc însă lupte dintre Aliați și trupele Regimului de la Vichy din Siria și Liban și a celor irakiene (Războiul anglo-irakian).
Forțele italiene din Africa de nord depășeau din punct de vedere numeric pe cele ale Aliaților. Totuși, Aliații au fost capabili nu numai să se apere cu succes împotriva atacurilor italiene, dar și să organizeze contraofensive încununate de succes, să îi înfrângă pe italieni și să ocupe coloniile lor din Etiopia și Somalia. Din februarie 1941, părea că forțele Commonwealthului că sunt pe cale să-i alunge definitiv pe italieni din Libia și să pună capăt definitiv prezenței Axei în Africa.
În timp ce se desfășurau luptele din Libia, forțele Axei au atacat Grecia. Comandantul aliat din Africa, generalul Archibald Wavell a primit ordinul să oprească operațiunile din Libia și să trimită trupele în ajutorul Greciei.
Aliații nu au reușit să oprească înaintarea Axei în Grecia, iar mai înainte ca să întărească suficient frontul din Africa, Afrika Korps – trupele germane specializate pentru lupta în deșert – au intrat în luptă. După încă un an și jumate de lupte grele, la începutul anului 1943, forțele Axei aveau să fie alungate definitiv din Africa, iar zona avea să reintre sub controlul total al Aliaților.

## Campaniile din Balcani și din Grecia
Italia a atacat Grecia la sfârșitul anului 1940, plecând din bazele din Albania. Grecii au reușit în prima fază să respingă atacul și i-a forțat pe italieni să se retagă. Pentru a-și salva aliatul, Hitler a hotărât să intervină în Grecia. Germanii au invadat totodată și Iugoslavia.
Grecii au fost reticenți în ceea ce privește admiterea trupelor aliate pe teritoriul lor național, deoarece britanicii nu puteau asigura suficiente forțe pentru a garanta victoria. Grecii au acceptat pentru început ajutorul aerian asigurat de RAF în timpul luptelor împotriva italienilor în Albania. Forțele Commonwealthului au fost transferate masiv în Grecia doar în momentul în care în Bulgaria a început concentrarea masivă de forțe germane, ceea ce era un semn evident al intențiilor lui Hitler de a invada Grecia.
Forțele Commonwealthului au fost dispuse pe o linie defensivă care se întindea din nord-vestul până în sud-estul Greciei. În ciuda concentrării de trupe și materiale militare, linia defensivă avea mai multe puncte slabe. Forțele grecești erau plasate pe poziții mai înaintate decât ale aliaților lor, iar liderii militari eleni au ignorat sugestiile britanicilor să se retragă pe un amplasament comun cu cele engleze. Datorită acestei dispersii relative a forțelor, grecii au fost învinși relativ rapid. Între flancul drept al grecilor și cel stâng al britanicilor a rămas o mare porțiune neapărată, care a fost exploatată din plin de atacatorii germani.
După ce Aliații au fost alungați din Grecia continentală, forțele greco-britanice s-au retras în Creta. Germanii au exploatat din plin și aici slăbiciunile apărării printr-un plan îndrăzneț. Ei au planificat și executat cel mai mare atac aeropurtat, și de altfel singurul atac independent al parașutiștilor germani din tot războiul. Germanii au lansat parașutiști în mai multe puncte cheie din insulă, dezlănțuind Bătălia din Creta. Doar într-un singur punct de lansare,  parașutiștii au reușit să-și atingă obiectivele ordonate, iar forțele de debarcare germane au fost dispersate de marina britanică. Cu toate acestea, capul de pod cucerit de parașutiștii germani a fost suficient pantru a asigura transportul pe calea aerului a întăririlor necesare cuceririi insulei.
Comandanții din Londra au decis că lupta în  Creta nu are sorți de izbândă, și au ordoant retragrea tuturor trupelor aliate – în cursul a patru nopți, peste 16.000 de soldați au fost evacuați prin portul Sfakia în Egipt. O mică parte a forțelor aliate din Creta au fost evacuate prin portul Heraklion, dar vasele de transport au fost atacate de bombardierele în picaj germane, care le-au provocat pierderi grele. Dintre cei 5.000 de apărători rămași la Sfakia, o mare parte au capitulat pe 1 iunie, dar unii dintre ei au reușit să se retragă în zonele înalte ale insulei și au continuat să ducă lupte de guerilă împotriva trupelor de ocupație.
În timpul evacuării din Creta, amiralul Andrew Cunningham s-a opus sugestiilor ca marina să nu acorde întregul ajutor evacuaților de teama pierderilor ridicate de vase declarând că „Îți ia trei ani ca să construiești un vas, dar îți ia trei sute de ani să clădești o tradiție”.

## Africa răsăriteană
Pe 4 august 1940, forțele italiene din Africa Răsăriteană Italiană (Africa Orientale Italiana)  au invadat Somalia britanică. Italienii au cucerit Berbera, capitala coloniei, pe 19 august. De asemenea, italienii au efectuat mai multe atacuri de mică amploare peste granițele Sudanului și Keniei.
Succesul italian în Africa de est a fost efemer. Pe 19 ianuarie 1941, forțele Commonwealthului din Sudan și Kenia au contraatacat. Pe 6 mai a fost eliberat orașul Addis Ababa.  Haile Selassie reușise deja să intre în capitala sa încă de pe 5 mai. Pe 18 mai, ducele Amedeo de Aosta, guvernatorul general italian al Africii răsăritene italiene a capitulat la Amba Alagi. Câteva unități izolate italiene au continuat să lupte, dar pe 27 noiembrie s-a înregistrat capitularea ultimilor italieni.

## Orientul Mijlociu
Aliații era foarte îngrijorați de existența relațiilor foarte strânse dintre Germania și Irac. La începutul deceniului al cincelea, regimul din Irac a ordonat trupelor britanice să se retragă din țară. În Irac funcționau două baze mari britanice: Basra și Habbaniya. Forțele britanice din regiune și alte unități aliate, împreună cu Legiunea arabă au format rapid așa-numita „Iraqforce”, care a primit sarcina cuceririi Iracului. În timpul luptelor, britanicii au întâmpinat o rezistență scăzută.
Autoritățile Regimului de la Vichy au permis avionelor Luftwaffe să folosească aeroporturile din Siria și Liban pentru realimentare. Pe 7 iunie 1941, un corp de armată britanic a atacat din bazele din Palestina a lansat un atac pe trei direcții în regiunile controlate de francezii vichyiști. În ciuda unei apărări bine organizate, după ce atacului ințial i s-a adăugat ofensiva britanică a Iraqforce, care acționa din Damasc, francezii au capitulat.
Ultima operațiune importantă din regiune a avut loc la scurtă vreme după ocuparea Siriei și Libanului. Uniunea Sovietică avea nevoie disperată de provizii pentru a rezista în lupta cu germanii. Aprovizionarea sovieticilor se făcea prin convoaie care ocoleau Norvegia și ajungeau la Murmansk și Arkhangelsk, dar această rută era supusă atacurilor neîntrerupte ale germanilor și era limitată de capacitatea porturilor sovietice și de condițiile meteo. O anumită cantitate de mărfuri erau transportate de vase sovietice din SUA și descărcate în portul Vladivostok. Cu toate eforturile făcute, capacitatea de transport se dovedea insuficientă, și singura soluție care se intrevedea în acel moment era folosirea unei rute terestre prin Iran. Șahul Iranului avea simpatii pro-naziste și nu era dispus să permită aprovizionarea URSS-ului. ca urmare, sovieticii și britanicii au invadat și ocupat Iranul. Șahul a fost detronat, în locul lui fiind pus fiul său.

## Campania din Deșetul occidental
După capitularea Franței și mai înainte ca Statele Unite să intre în război prin Operațiunea Torța, teatrul de luptă din Deșertul Sahara și de pe câmpiile de pe coastel tuniesiene, libiene și vest-egiptene ale Mării Mediterana au fost principalul front terestru al Aliaților și Axei.
Pe 13 septembrie, forțele italiene din Libia au lansat un atac de mică amploare în Egipt și s-au postat pe poziții defensive la forturile de la Sidi Barrani.
Forțele aliate erau depășite numeric, dar, cu toate acestea au lansat un contraatac (Operațiunea Compass). Succesul repurtat de aliați a fost mult peste așteptări: s-a reușit capturarea unui mare număr de prizonieri italieni iar aliații au reușit să cucerească  El Agheila. Acest succes nu a trecut neobservat la Berlin, în Africa fiind trimise Deutsches Afrikakorps, sub comanda lui Erwin Rommel.
În ciuda ordinelor primite (de a se pozițioana pe poziții defensive și de a rezista), Rommel a lansat o  ofensivă de la El Agheila, care, cu excepția eșecului parțial de la Tobruk, a reușit să-i împingă pe aliați aproximativ pe pozițiile de plecare.
În perioada de așteptare care a urmat, forțele aliate s-au reorganizat, fiind înființată Armata a 8-a, prin contopirea mai unor unități din mai multe țări, în special din Australia și India Britanică, dar incluzând și soldați ai Africii de Sud, Noii Zeelande și FFL. Nou formata armată a lansat o ofensivă și a recucerit  aproape întregul teritoriu cucerit de către Rommel, nereușind să cucerească doar pozițiile întărite de la Bardia și Salum. Linia frontului a ajuns din nou la Agheila.
Rommel, după ce a primit provizii din Tripoli, a reluat atacul. După ce i-a înfrânt pe aliați la Gazala și a cucerit Tobrukul, germanii au fost opriți doar la El Alamein.
În acest moment al desfășurării luptelor, comanda aliaților a fost preluată de generalul Bernard Montgomery. După o serie de succese (Alam Halfa și El Alamein), Montgmery a început să-i împingă pe germani spre vest și a reușit a cucerit orașul Tripoli.
După ce aliații au obținut un succes deplin prin Operațiunea Torța, iar americanii au înaintat în Tunisia, comanda aliaților a fost trecută Camandamentului Unit Aliat.